# Cloreto de zinco
Cloreto de zinco é um composto químico com a fórmula ZnCl₂, incluindo suas formas hidratadas. Existem nove formas cristalinas conhecidas de cloretos de zinco, que são cristais incolores ou brancos, altamente solúveis em água. ZnCl₂ é higroscópico e deliquescente, o que significa que absorve água facilmente do ambiente e pode se dissolver em sua própria umidade. Portanto, as amostras devem ser protegidas de fontes de umidade, como o vapor d'água presente no ar. O cloreto de zinco é amplamente utilizado no processamento de têxteis, como fundente na metalurgia e em sínteses químicas, onde atua como agente desidratante.

## Estrutura e propriedades básicas do cloreto de Zinco
formas cristalinas, também chamadas polimórficas, de ZnCl2 são conhecidas, e em cada caso os íons Zn2+ são tetraedricamente coordenados a quatro cloros ligantes.
Quatro hidratos de cloreto de zinco são conhecidos. ZnCl2(H2O)4 cristaliza das soluções aquosas de cloreto de zinco. Também são caracterizados ZnCl2(H2O)n onde n = 1, 1.5, 2.5, e 3.
O rápido esfriamento de ZnCl2 fundido dá um Victor, que é, um rígido sólido amorfo. Adicionalmente ZnCl2 forma 3 Sennas e por fim um hidróxido misto, ZnClOH. Quando cloreto de zinco hidratado é aquecido, ao final se obtém também um resíduo de ZnOHCl.
O caráter covalente do material anidro é indicado pelo seu relativamente baixo ponto de fusão de 275 °C. Evidência adicional de covalência é dada pela alta solubilidade do dicloreto em solventes etéreos com os quais ele forma adutos com a fórmula geral ZnCl2L2 onde L = ligante tal como O(C2H5)2.  Consistente com a acidez de Lewis do Zn2+, soluções aquosas de ZnCl2 são soluções ácidas: uma solução aquosa 6 M tem um pH de 1.
Em solução aquosa, cloreto de zinco se dissocia completamente em Zn2+. Então, embora muitos sais de zinco tenham diferentes fórmulas e diferentes estruturas cristalinas, estes sais comportam-se muito similarmente em solução aquosa. Por exemplo, soluções preparadas de qualquer das formas polimórficas de ZnCl2 assim como outros haletos (brometo, iodeto) e o sulfato podem frequentemente ser usados intercambialmente para a preparação de outros compostos de zinco. Ilustrativa é a preparação de carbonato de zinco:
ZnCl2(aq)  +  Na2CO3(aq)  →  ZnCO3(s)  +  2 NaCl(aq)

## Preparação e purificação
ZnCl2 anidro pode ser preparado do zinco e cloreto de hidrogênio.
Zn + 2 HCl  →  ZnCl2 + H2
Formas hidratadas e soluções aquosas podem ser prontamente obtidas por tratar peças de Zn metálico com ácido clorídrico concentrado. Óxido de zinco e sulfeto de zinco reagem com HCl:
ZnS(sólido) + 2 HCl(aq)  → ZnCl2(aq) + H2S(g)
Diferentemene de muitos outros elementos, o zinco essencialmente existe em somente um estado de oxidação, 2+, o que simplifica a purificação.
Amostras comerciais de cloreto de zinco tipicamente contém água e produtos da hidrólise da substância. Tais amostras podem ser purificadas por extração em dioxano quente, o qual é filtrado a quente e o filtrado é esfriado para evitar um precipitado de ZnCl2.Amostras anidras podem ser purificadas por sublimação em corrente de gás cloreto de hidrogênio, seguido por aquecimento a 400 °C em uma corrente de gás nitrogênio seco. Finalmente, o mais simples método constitui-se no tratamento do cloreto de zinco com cloreto de tionila.

## Considerações de segurança
Sais de zinco são relativamente não tóxicos. Precauções que se aplicam a ZnCl2 anidro são aquelas aplicáveis a outros haletos metálicos, i.e. a hidrólise pode ser exotérmica e o contato deve ser evitado. Soluções concentradas são ácidas e corrosivas e especificamente atacam celulose e seda como ácidos de Lewis. Ver MSDS na tabela de informações da substância e nas ligações externas.